# Feuerwehr-Magazin
Das Feuerwehr-Magazin ist eine im Jahr 1983 in Bremen eingeführte, monatlich erscheinende Fachzeitschrift für Feuerwehr, Brandschutz und Gefahrenabwehr im gesamten deutschsprachigen Raum. Zum Leserkreis gehören vor allem freiwillige und hauptberufliche Feuerwehrleute sowie viele Blaulichtfans. Im Dezember 1983 erschien die erste Ausgabe. Von Beginn an wurde das Feuerwehr-Magazin im Abonnement und im Handel angeboten. Im Dezember 1995 brachte die Redaktion erstmals den Schwester-Titel Rettungs-Magazin (zweimonatlich) heraus. Seit dem 1. Januar 1996 erscheinen beide Titel bei der Ebner Media Group (Ulm). Redaktionssitz ist seit 2025 nicht mehr Bremen, sondern Ulm.

## Inhalte
Das Feuerwehr-Magazin berichtet in jeder Ausgabe über neue Feuerwehrfahrzeuge, außergewöhnliche Einsätze, Themen der Jugendfeuerwehr, Neuigkeiten aus den Wehren, neue Geräte und Technik. Fester Bestandteil der Hefte sind das Einsatzquiz, die Brandschutzsünde des Monates und ein Cartoon. Ein bis zwei Fotoreportagen über einzelne Feuerwehren aus dem In- und Ausland mit einem Umfang von bis zu elf Seiten Länge werden jeden Monat veröffentlicht. Regelmäßig berichtet die Redaktion über Rechtsthemen für Feuerwehrleute und testet zielgruppenrelevante Geräte. Untypisch für einen Special-Interest-Titel: Alle Fachbegriffe werden erklärt, hoher Bildanteil und auf Abkürzungen wird weitgehend verzichtet. „Wir wollen Feuerwehr auch Branchenfremden verständlich machen“, nannte der langjährige Chefredakteur Jan Gaede das Motto des Feuerwehr-Magazins.

## Redaktion
Die Redaktion besteht aus 6 angestellten Mitarbeitern, die deutschlandweit verteilt arbeiten. Als freie Mitarbeiter für das Feuerwehr-Magazin arbeiten Fachautoren und Journalisten der Tagespresse. Bisherige Chefredakteure waren Jan Gaede und Jan-Erik Hegemann. Aktueller Chefredakteur ist Matthias Hendrich.

## Sonderhefte
Seit dem Jahr 1998 gibt das Feuerwehr-Magazin Sonderhefte heraus. Alle drei Jahre erscheint ein Fahrzeuge-Spezial mit Informationen zu Hunderten von neuen Feuerwehr-Normfahrzeugen, Beladelisten und technischen Daten. Kataloge fassen alle drei bis vier Jahre die wichtigsten Produktneuheiten der Branche zusammen.
Als dritte Sonderheft-Reihe kam im Jahr 2006 Ausbildungsliteratur hinzu. Bisher erschienene Hefte:
- „Brandbekämpfung mit Schaum“
- „Verhalten im Innenangriff“
- „Technische Hilfeleistung nach Pkw-Unfällen“
- „Technische Hilfe nach Lkw-Unfällen“
- „Einsatzgrundsätze für Hubrettungsfahrzeuge“
- „Erneuerbare Energien“
- „Richtiges Vorgehen bei Wald- und Flächenbränden“
- „Einsatz unter Atemschutz“
- „Richtiges Vorgehen beim Unwettereinsatz“
- „Richtiges Vorgehen bei der Wasserrettung“
- „Rund um das Feuerwehrhaus“
- „Einsätze mit Gefahrgut – Die Grundlagen“

## Derivate
Aus dem Feuerwehr-Magazin wurde 1995 der Bereich Rettungsdienst und Hilfsorganisationen in das Rettungs-Magazin ausgegliedert. 
Seit Januar 2009 erstellt die Redaktion des Feuerwehr-Magazins für die Vereinigung zur Förderung des Deutschen Brandschutzes (kurz vfdb) deren Mitgliederzeitschrift. Von Mitte 2016 bis Ende 2023 entstand in Bremen auch der St. Florian, die Mitgliederzeitschrift des Oldenburgischen Feuerwehrverbandes.

## Leser
Die Leser des Feuerwehr-Magazins sind zu 95 Prozent männlich. Das Gros gehört selbst einer Feuerwehr an.

## Auflage
Die verbreitete Auflage des Feuerwehr-Magazins liegt nach Verlagsangaben (Mediadaten Feuerwehr-Magazin 2025) bei rund 63.000 Exemplaren mit knapp über 24.000 Abonnenten. Seit Januar 2011 ist das Feuerwehr-Magazin auch als digitale Ausgabe erhältlich.

## Auszeichnung
Die Vereinigung zur Förderung des Deutschen Brandschutzes (vfdb) zeichnete das Feuerwehr-Magazin im Mai 2017 mit dem Siegel „Safety made in Germany“ aus.

## Wettbewerbe
2016/2017 veranstaltete das Feuerwehr-Magazin erstmals den Wettbewerb „Das Goldene Sammelstück“, bei dem besondere Ideen zur Mitgliederfindung und -bindung bei den Freiwilligen Feuerwehren ausgezeichnet wurden. Ab 2018/2019 fand erstmals der Wettbewerb „Goldener Florian“ statt, bei dem Image-/Werbevideos der Feuerwehren ausgezeichnet werden.